# Mikroregion Juruá

Mikroregion Juruá

Mikroregion Juruá – mikroregion w brazylijskim stanie Amazonas należący do mezoregionu Sudoeste Amazonense. Ma powierzchnię 122.693,5 km²

## Gminy
- Carauari
- Eirunepé
- Envira
- Guajará
- Ipixuna
- Itamarati
- Juruá